# Epifánia
Az Epifánia görög eredetű név, jelentése megjelenés, jelenlét, a keresztények számára Jézus Krisztus megváltóként való megtestesülését, illetve újraeljövetelét jelenti.

## Gyakorisága
Egykor a január 6-án született lánygyerekek kapták az Epifánia nevet.
Az 1990-es években szórványos név, a 2000-es években nem szerepel a 100 leggyakoribb női név között.

## Névnapok
- január 6.[2]
- január 21.[2]

## Egyéb Epifániák
Az Epifánia vízkereszt napjának egyházi neve, Jézus megkeresztelkedésének emlékére ezen a napon (január 6.) áldották meg a vizeket.